# ダウマンタス (リトアニア大公)
ダウマンタス（リトアニア語: Daumantas; ベラルーシ語: Даўмонт、1285年頃没）は、推定上のリトアニア大公（可能性のある統治期間は1282年 - 1285年）。

## 生涯
歴史家の間ではトライデニスの息子で、その死後に大公位についた可能性の見解がある。また、2、3番目に編纂された『ベラルーシ＝リトアニア年代記』の伝説によればダウマンタスはリトアニアの公ロマナスの息子の一人であり、トライデニスの兄弟とされる。『ブィホヴィエツ年代記』によるとダウマンタスは父の死後にウテナ地方の領地を拝領した。初期の活動に関しては僅かなことしか知られていない。歴史上の情報によると兄のナリマンタスがダウマンタスのもとに自分の妻をよこしたが、ダウマンタスはそれを無理やりに自分の妻にしたとのことである。これが兄弟間の反目を呼び起こし、ナリマンタスとその兄弟のトライデニス、オルシャン、ギエドリウスは反ダウマンタス同盟を組織してダウマンタスをウテナにて包囲した。
『ブィホヴィエツ年代記』と『リトアニア＝ジェマイティア年代記』がダウマンタスがプスコフに逃亡したと述べていることからプスコフ公聖ダウマンタスと同一視されることもあるが、後世の歴史家が1285年にダウマンタス大公が殺害されたと述べており、他方、聖ダウマンタスは1299年頃の死去しているので当時のリトアニアにはダウマンタスの名を持つ2人の公がいたことになる。
トライデニスが大公位について直ぐにダウマンタスと聖ダウマンタスはポロツクを占領した。その後、ダウマンタスはトライデニスを失脚させて自身が大公位につくことを考えるに至った。兄弟であるオルシャンとギエドリウスが死ぬことに付け入る形でダウマンタスは6人の刺客をトライデニスのもとに送ってこれを殺害した。

## 大公
大公としてのダウマンタスは僅かなことしか知られていない。 1285年にトヴェリに遠征したことが言及されているが、この時にオルシャの地を攻撃したが、モスクワ、トヴェリ、トルジョーク等の連合軍によって粉砕された。
この時、リトアニアにてトライデニスの息子で修道士だったリマンタスを核に反ダウマンタス同盟が結成された。ハールィチ・ヴォルィーニ大公レーヴ・ダヌィーロヴィチのもとで教育を受けたリマンタスないし修道士のラビリシュムは軍を召集してダウマンタスを殺害した。ダウマンタス死後に権力はリマンタス自身によってブティゲイディスに譲渡されたが、何人かの歴史家はブディゲイディスはダウマンタスの親戚であるとの説を出している。